# تولید قهوه در اتیوپی

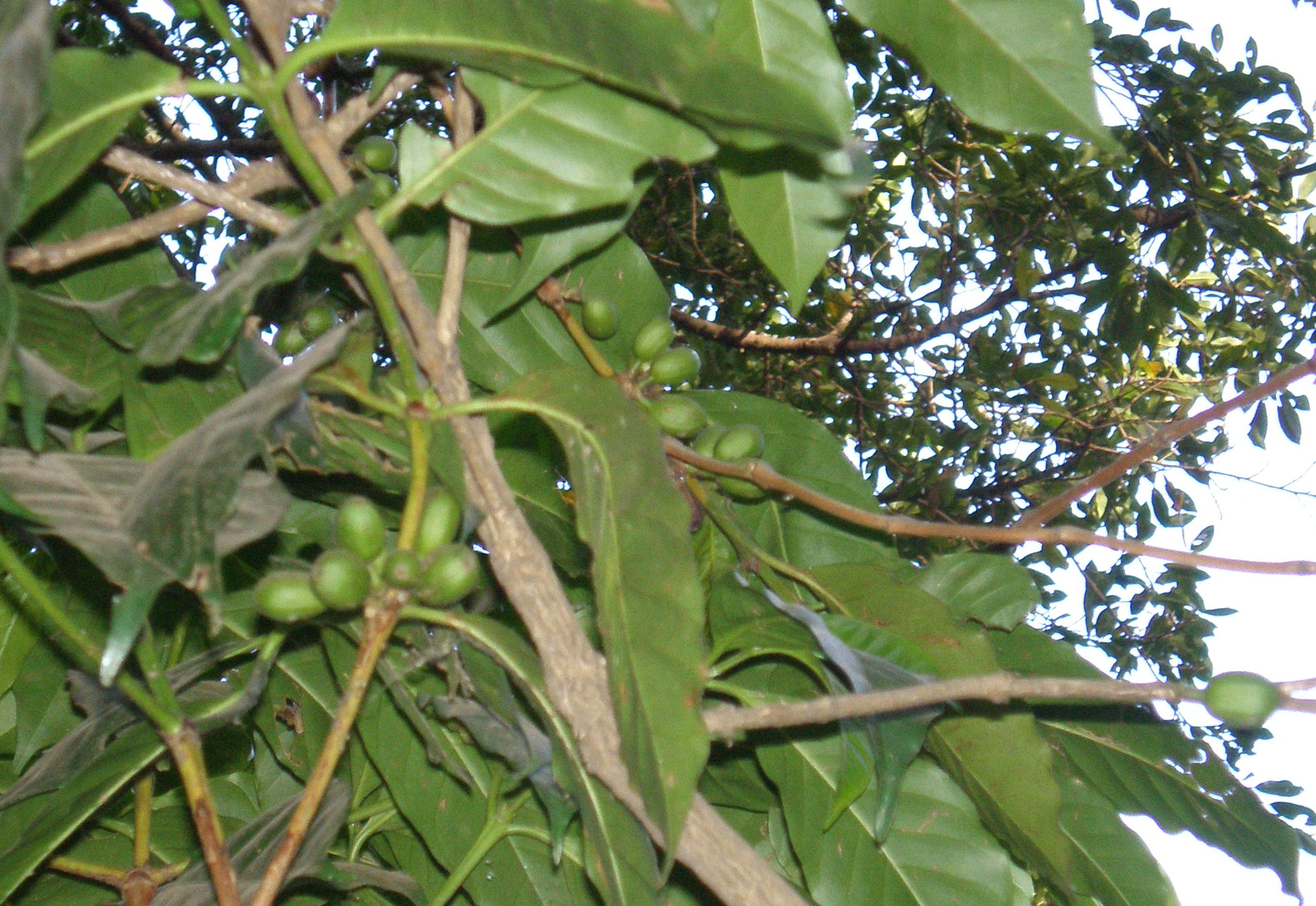
درخت قهوه عربیکا در دریاچه تانا در بحر دار

تولید قهوه در اتیوپی دارای سابقهٔ دیرینه است که قدمت آن به قرن‌ها پیش بازمی‌گردد. منشأ اصلی گیاه قهوه عربیکا، از اتیوپی است. این گیاه، اکنون در نقاط مختلف دنیا در حال پرورش و روییدن است، اتیوپی حدود ۳ درصد از بازار جهانی قهوه را به خود اختصاص داده است. قهوه برای اقتصاد اتیوپی حائز اهمیت است؛ حدود ۶۰ درصد از عایدات خارج از کشور از صادرات قهوه می‌باشد، برآورد شده است که ۱۵ میلیون نفر از جمعیت این کشور برای امرار معاش، به برخی بخش‌های تولید قهوه متکی است. در سال ۲۰۰۶، صادرات قهوه موجب درآمد زایی مبلغی معادل ۳۵۰ میلیون دلار، معادل ۳۴ درصد از کل مجموع درآمد صادراتی آن سال را، برای این کشور به ارمغان آورد.